# Ngư Triều Ân
Ngư Triều Ân (chữ Hán: 魚朝恩; 722-770) là hoạn quan nhà Đường trong lịch sử Trung Quốc. Ông dự triều chính từ thời Đường Huyền Tông đến thời Đường Đức Tông và tham gia dẹp loạn An Sử.

## Trong loạn An Sử
Ngư Triều Ân người Lư Xuyên thuộc Lư châu. Cuối niên hiệu Thiên Bảo (742-756) đời Đường Minh Hoàng, ông làm chức Hoàng môn, được đánh giá là người tỉ mỉ, giảo hoạt, giỏi tuyên truyền và tiếp nhận các chiếu lệnh.
Cuối năm 755 loạn An Sử nổ ra. Năm 756, quân An Lộc Sơn đánh vào kinh thành Trường An. Ngư Triều Ân trong số triều thần theo thái tử Lý Hanh chạy về Linh Vũ. Thái tử Hanh lên ngôi tức là Đường Túc Tông.
Năm 757 thời Đường Túc Tông, Ngư Triều Ân làm giám sát cánh quân Lý Quang Bật.

### Trận Nghiệp Thành
Tháng 9 năm 758, Đường Túc Tông điều động 9 Tiết độ sứ đi đánh vua Yên là An Khánh Tự (giết An Lộc Sơn cướp ngôi) ở Nghiệp Thành. Quân Đường có tổng cộng 60 vạn người. Đường Túc Tông lại cho rằng vì 2 danh tướng Tử Nghi và Quang Bật có công trận ngang nhau, không thể đặt ai trên ai, nên sai Ngư Triều Ân Quân dung tuyên úy, Xử trí sứ, tức đóng vai trò tổng chỉ huy.
Tháng 2 năm 759, Tiết độ sứ 9 phương của nhà Đường dẫn quân đông đảo tới bao vây Nghiệp Thành. Sử Tư Minh từ Phạm Dương đến cứu An Khánh Tự, nhưng thấy thế quân Đường mạnh mẽ bèn dẫn quân đến Phẫu Dương đóng lại không tiến. Quân Đường dẫn nước sông Chương vào thành. Trong thành nước ngập rất nguy cấp, nhưng An Khánh Tự vẫn cố phòng thủ chờ viện binh của Sử Tư Minh. Ngư Triều Ân không hiểu việc quân sự nên dùng dằng không ra lệnh đánh thành. Sử Tư Minh nhân cơ hội phái quân cướp lương cho quân Đường đói rồi đánh úp vào đại doanh khiến quân Đường thua lớn, các Tiết độ sứ chạy tản mỗi người một nơi.
Ngư Triều Ân vốn ganh ghét với công trạng của Tử Nghi, dâng sớ kể tội Tử Nghi làm quân Đường bại trận ở Nghiệp Thành. Đường Túc Tông bèn triệu Tử Nghi về triều, sai Lý Quang Bật chỉ huy quân đội.

### Trận Mang Sơn
Sử Tư Minh giết An Khánh Tự, tự mình làm vua Yên, mang quân đối đầu với Lý Quang Bật ở Lạc Dương. Lý Quang Bật tạm rút khỏi Lạc Dương rồi dùng kế đánh bại Sử Tư Minh tại Hà Dương.
Chiến thắng của Lý Quang Bật lại khiến Ngư Triều Ân ghen ghét, tâu với Đường Túc Tông rằng quân Yên ô hợp dễ đánh khiến Túc Tông có ý định phải thu hồi ngay Lạc Dương, bắt Quang Bật phải mở tấn công ngay. Lý Quang Bật nhận định quân địch còn mạnh chưa thể đánh chiếm thành được, nên nhiều lần viết thư về kháng nghị chưa nên ra quân. Nhưng Túc Tông vẫn nóng lòng thắng trận, liên tiếp sai sứ ra thúc giục, lại cử Ngư Triều Ân ra làm chỉ huy.
Vì bị triều đình cưỡng bách, đầu năm 761, Lý Quang Bật đành phải ra quân. Lý Quang Bật và Ngư Triều Ân gặp đại quân Yên của Sử Tư Minh ở núi Mang Sơn ở phía tây bắc Lạc Dương. Hai bên giao chiến lâu ngày không phân thắng bại. Sử Tư Minh sai người trà trộn vào quân Đường, phao tin rằng: "Quân Yên đều là người U châu, nhớ nhà, mong về quê".
Ngư Triều Ân nghe tin đó, hạ lệnh cho Lý Quang Bật và các Tiết độ sứ khác phải thừa cơ đánh úp quân Yên ngay. Thế là quân Đường rầm rộ tiến công. Quân Yên giả thua rút chạy, lại vứt đồ ra đầy đường. Quân Đường tranh nhau nhặt đồ, bị quân Yên quay lại phản kích, đánh tan quân Đường ở phía bắc Mang Sơn.

### Giữ Thiểm châu
Lý Quang Bật bị quy trách nhiệm để thua trận Mang Sơn, dâng biểu tạ tội và bị cách chức. Sử Tư Minh thừa thắng mang quân tấn công. Đường Túc Tông lo sợ, phải điều quân Thiểm châu về phòng ngự cho Trường An, giao cho Ngư Triều Ân phòng thủ Thiểm châu.
Vệ Bá Ngọc ra cầm quân, Ngư Triều Ân lại được giao làm chỉ huy. Bá Ngọc chặn được mấy đợt tấn công của tướng Yên là Khang Văn Cảnh khiến quân Yên phải tạm lui.
Giữa lúc đó cha con Sử Tư Minh có hiềm khích. Con lớn của Tư Minh là Sử Triều Nghĩa sợ bị cha trị tội xây thành muộn kỳ hạn bèn giết cha giành ngôi vua Yên. Triều Nghĩa không có tài cầm quân, bị quân Đường đánh bại liên tiếp.
Năm 762, quân Đường phản công giành lại Lạc Dương. Ngư Triều Ân được chuyển về đóng ở Biện châu, giữ chức Khai phủ nghi đồng tam ty, Phùng Vũ quận công.

## Chống quân Thổ Phiên
Năm 763, khi Sử Triều Nghĩa vừa bị dẹp thì quân Thổ Phiên vào đánh. Đường Đại Tông chạy về phía đông đến Thiểm châu, Ngư Triều Ân mang hết quân bản bộ ra hộ giá tại Hoa Âm. Đại Tông thưởng công hộ giá cho Triều Ân, phong ông làm Thiên hạ quan quân dung, Tuyên úy, Xử trí sứ, chuyên trách thống lĩnh các sắc quân và ban thưởng rất nhiều.
Sau đó Đường Đại Tông phải trọng dụng Quách Tử Nghi trở lại. Tử Nghi đuổi được quân Thổ Phiên. Ngư Triều Ân có công điều động Lưu Đức Tiến đánh lui một cánh quân Thổ Phiên nên tỏ ra cậy công.
Sang năm 764, Thổ Phiên lại uy hiếp kinh thành Trường An. Triều đình lại dựa vào Quách Tử Nghi một lần nữa đẩy lui được quân Thổ Phiên. Ngư Triều Ân tâu với Đại Tông nên bỏ Trường An thiên đô sang Lạc Dương để tránh xa địch, nhưng bị Quách Tử Nghi và các cận thần phản đối. Đại Tông không theo lời Triều Ân.

## Thời bình

### Quyền lớn trong triều
Ngư Triều Ân thích lôi kéo những người trẻ tuổi đến nhà mình, giảng giải Ngũ Kinh, làm văn chương để xưng tụng tài năng văn võ của mình. Cũng do vậy ông được sự tín nhiệm của vua Đường. Lần đầu tiên khi Ngư Triều Ân ra giảng bài tại Quốc tử giám, vua Đường hạ lệnh cho các tể tướng trở xuống bày tiệc yến đón tiếp, đưa đội nhạc, vũ nữ cung đình vào mua vui.
Năm 767, Triều Ân đố kỵ Quách Tử Nghi, khi Tử Nghi cầm quân ở ngoài đã sai thủ hạ đi đào mộ tổ tiên họ Quách. Vua Đại Tông lo lắng Tử Nghi sẽ bất mãn làm phản nhưng Tử Nghi về triều tâu về trấn an vua Đại Tông, Đại Tông mới yên tâm.
Dụng tâm cướp của cải người khác để làm giàu, Ngư Triều Ân dùng Đô hậu đầu Lưu Hy Xiêm và bọn lưu manh, vu tội bắt bừa bãi những người có tiền của, quy kết tội trạng của họ. Họ đều bị xử tội chết bí mật trong khi những người xung quanh tưởng lại bị sung vào quân đội, còn tài sản bị Triều Ân tịch biên.
Khi Đường Đại Tông lâm triều, Ngư Triều Ân thường tranh giành tâu bày lấn át người khác, đề cao bản thân. Ông thường tranh cãi với thừa tướng Nguyên Tái, Lang trung bộ Lễ là Tương Lý Tạo và Điện trung thị ngự sử Lý Hàm, vì vậy thành thù oán với những người này. Ngư Triều Ân tham dự triều chính tỏ ra kiêu căng cậy quyền khiến vua Đường không bằng lòng.

### Bị giết
Nguyên Tái căm thù Ngư Triều Ân, dùng tiền mua chuộc thủ hạ của Triều Ân là Hoàng Phụ Ôn và Chu Hạo. Những mưu kế ý định của ông đều bị Phụ Ôn biết được tiết lộ. Vua Đường không bằng lòng Triều Ân cũng muốn dựa vào Nguyên Tái để trừ bỏ ông.
Ngư Triều Ân khi vào triều thường ngang nhiên mang theo 100 quân hộ vệ giao cho Chu Hạo và Hoàng Phụ Ôn thống lĩnh. Quách Tử Nghi cầm quân ở ngoài đưa thư cảnh báo với Đường Đại Tông:
Ngư Triều Ân đã câu kết với Chu Chí Quang làm ngoại ứng, nay lại trường kỳ nắm giữ vệ quân, không sớm phòng bị ông ta sẽ xảy ra đại loạn.
Được sự chấp thuận của Đại Tông, Nguyên Tái bèn hợp mưu với Hoàng Phụ Ôn và Chu Hạo để giết Ngư Triều Ân. Nhằm ngày tết hàn thực, sau khi tiệc trong cung tan, Đường Đại Tông ban chiếu cho ông ở lại bàn việc. Khi vào gặp mặt, Đại Tông trách Ngư Triều Ân có mưu sự không thành. Triều Ân lớn tiếng phản bác, Chu Hạo bèn dẫn quân sĩ xông lại bắt Triều Ân mang giết chết.
Ngư Triều Ân hưởng dương 49 tuổi. Thi hài ông được đưa về quê nhà, vua Đường ban cho 600 vạn quan tiền làm tang lễ. Những người cùng phe cánh với ông như Bùi Sĩ Yêm, Phan Độ Chi, Đệ Ngũ Ký đều bị liên lụy giáng chức.